# Cerco de Havana
O Cerco de Havana foi um cerco britânico bem-sucedido contra a Havana dominada pelos espanhóis que durou de março a agosto de 1762, como parte da Guerra dos Sete Anos. 

## Visão geral
Depois que a Espanha abandonou sua antiga política de neutralidade ao assinar o pacto familiar com a França, resultando em uma declaração de guerra britânica à Espanha em janeiro de 1762, o governo britânico decidiu lançar um ataque à importante fortaleza espanhola e base naval de Havana, com a intenção de enfraquecer a presença espanhola no Caribe e melhorar a segurança de suas próprias colônias norte-americanas. Uma forte força naval britânica composta por esquadrões da Grã-Bretanha e das Índias Ocidentais e a força militar de tropas britânicas e americanas que ela convocou foram capazes de se aproximar de Havana de uma direção que nem o governador espanhol nem o almirante esperavam e foram capazes de prender os espanhóis e sua frota no porto de Havana e desembarcou suas tropas com relativamente pouca resistência.
As autoridades espanholas decidiram tentar conter o ataque britânico até que a força das defesas da cidade e o início das chuvas sazonais que infligiam doenças tropicais reduzissem significativamente o tamanho da força britânica via doenças, junto com o início da temporada de furacões forçaria a frota britânica a buscar um ancoradouro seguro. No entanto, a principal fortaleza da cidade, o "Castillo del Morro" era dominado por um morro que o governador havia esquecido de fortificar; os britânicos instalaram baterias lá e bombardearam pesadamente a fortaleza diariamente. A fortaleza acabou caindo depois que o oficial encarregado do "Castillo del Morro", Luís Vicente de Velasco, foi mortalmente ferido por uma bala perdida. A captura do "Castillo del Morro" levou à eventual queda do restante das fortificações e à rendição da cidade, da guarnição remanescente e das forças navais presentes, antes do início da temporada de furacões.
A rendição de Havana resultou em recompensas substanciais para os líderes navais e militares britânicos e prêmios em dinheiro menores para outros oficiais e soldados. O governador espanhol, almirante e outros detentores de cargos militares e civis foram julgados pela corte marcial em seu retorno à Espanha e punidos por suas falhas em conduzir uma melhor defesa e permitir que a frota espanhola presente caísse intacta nas mãos dos britânicos. Havana permaneceu sob ocupação britânica até fevereiro de 1763, quando foi devolvida à Espanha ao abrigo do Tratado de Paris de 1763 que encerrou formalmente a guerra.

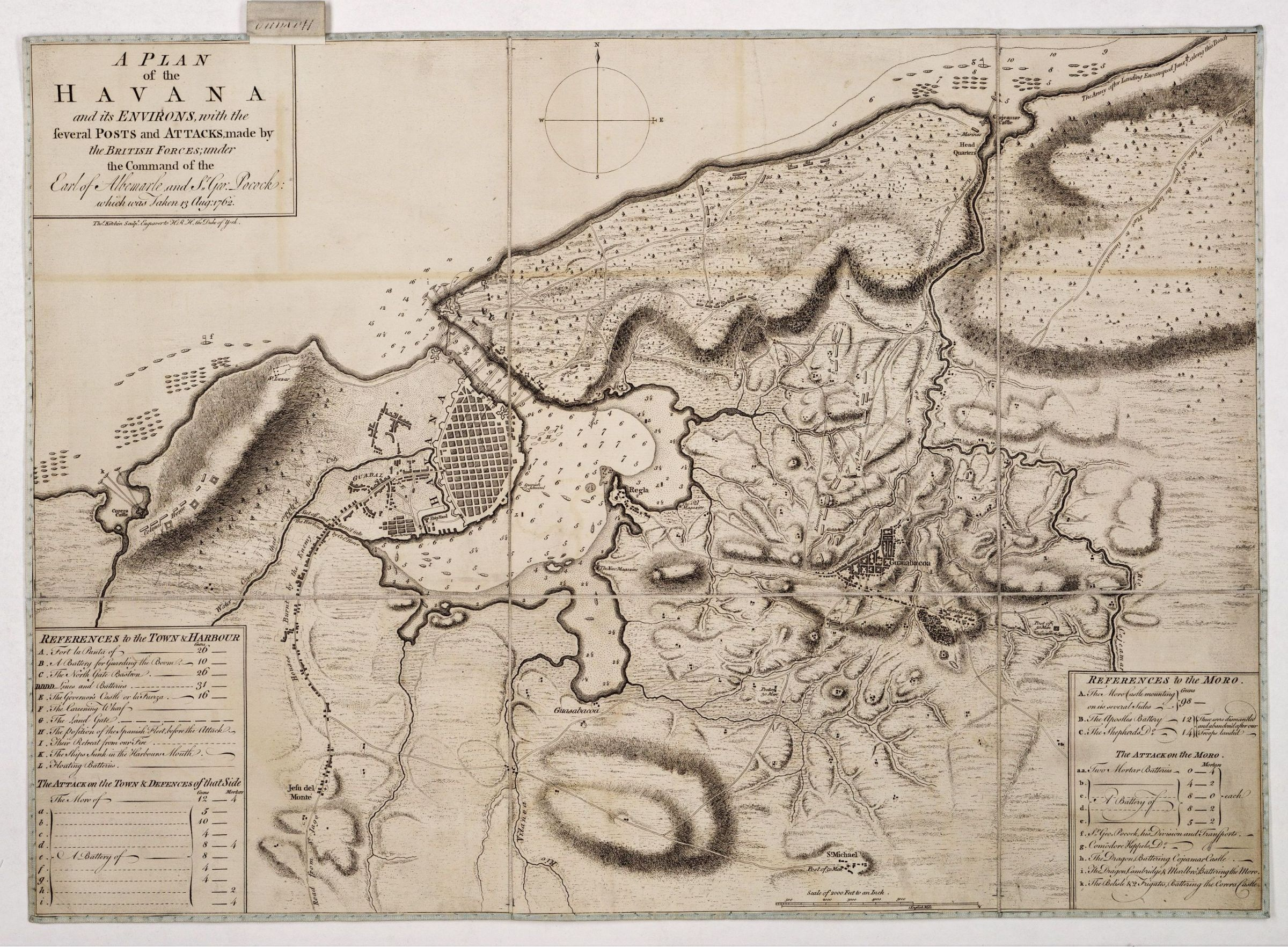
Mapa de Havana e seus arredores no contexto dos ataque inflingidos pelos britânicos.

## Antecedentes
Havana no final do século XVIII era um importante porto e base naval, e também a fortaleza mais forte da América espanhola. Seu estaleiro real com acesso a suprimentos abundantes de madeiras resistentes foi capaz de construir navios de primeira linha e foi desenvolvido pela monarquia Bourbon como o mais importante de seus três estaleiros navais. Houve vários planos anteriores para atacar Havana, incluindo um proposto a Vernon em 1739, que ele rejeitou em favor de um ataque a Porto Bello, mas nenhum ataque bem-sucedido, uma vez que foi amplamente fortificado, e a força de suas fortificações e dificuldade que grandes navios de guerra teriam para fazer uma abordagem não detectada do norte convenceram os comandantes espanhóis de que seria virtualmente impossível capturar, se suas fortificações estivessem em boas condições e fosse devidamente guarnecido. Sua riqueza e capacidade de alimentar sua população também sugeriam que ele poderia resistir sem se redender devido à fome.
A Grã-Bretanha estivera formalmente em guerra com a França desde maio de 1756, mas a Espanha sob o domínio de Fernando VI permaneceu neutra. Após a morte de Ferdinand em 1759, seu meio-irmão Carlos III, reverteu a política de Ferdinand e, pelo Tratado de Paris (1761), restabeleceu o chamado Pacto de Família entre a França e a Espanha. Este tratado envolveu uma aliança ofensiva dirigida contra a Grã-Bretanha e, em dezembro de 1761, a Espanha colocou um embargo ao comércio britânico, apreendeu mercadorias britânicas na Espanha e expulsou mercadores britânicos. Em resposta a isso, a Grã-Bretanha declarou guerra à Espanha em janeiro de 1762.